# Kepler-62e
Kepler-62e jest egzoplanet koji orbitira zvijezdu Kepler-62 na udaljenosti od 990 svjetlosnih godina u zviježđu Lira. Otkriven je 18. travnja 2013., a otkrio ju je Svemirski teleskop Kepler. Orbitira na unutarnjem rubu nastanjive zone oko svoje zvijezde.

## Obilježja
Kepler-62e orbitira u nastanjivoj zoni oko svoje zvijezde. Promjer mu je 1,61 promjera Zemlje, a masa 4,5 masa Zemlje. Orbitalno razdoblje oko zvijezde mu je 122 dana. Orbitira na unutarnjem rubu nastanjive zone oko svoje zvijezde, a sličnost mu je procijenjena na 83%, premda ovo ne mora biti tako jer njegove detaljnije karakteristike još nisu poznate.
Zvijezde K-tipa najbolje su zvijezde za stanovanje, ali njihovi uvjeti nastanjivosti još nisu potpuno istraženi. Žive dulje od Sunca, u ovom slučaju 30 milijardi godina, a ne emitiraju mnogo zračenja kao što to rade veoma dugoživuće zvijezde M-tipa (crveni patuljci). Kepler-62 jest također zvijezda K-tipa, i smatra se mirnom zvijezdom, točnog tipa K2V.
Ovaj planet ipak ima neke potencijalne prepreke za nastanjivost. Prema sadašnjim modelima, planet će vjerojatno biti stjenovit do promjera 1.6 promjera Zemlje. Kepler-62e je promjera 1,61 promjer Zemlje, pa ga neki smatraju plinovitim planetom. Moguće je da je stjenovit, ali i oceanski planet s globalnim oceanom. Također zbog svoje orbite na unutarnjem rubu nastanjive zone možda ima velik efekt staklenika, što ga može zbog visokih temperatura činiti neprikladnim za život. Zbog toga se smatra manje potencijalno nastanjivim negoli susjedni planet Kepler-62f.
Ova dva planeta toliko su blizu da bi se život mogao prenositi jedan na drugog, jer bi putovanje između njih trajalo, smatra se, 52 dana.

## Vanjske poveznice
- NASA – Mission overview.
- NASA – Kepler Discoveries – Summary Table  Arhivirana inačica izvorne stranice od 1. travnja 2017. (Wayback Machine).
- NASA – Kepler-62e at The NASA Exoplanet Archive.
- NASA – Kepler-62e at The Exoplanet Data Explorer.
- NASA – Kepler-62e at The Extrasolar Planets Encyclopaedia.
- Habitable Exolanets Catalog at UPR-Arecibo.